# Perugrampta erwini
Perugrampta erwini är en insektsart som beskrevs av Dietrich och Rakitov 2002. Perugrampta erwini ingår i släktet Perugrampta och familjen dvärgstritar. Inga underarter finns listade i Catalogue of Life.